# 東京中央教会 (宗教法人)
東京中央教会（とうきょうちゅうおうきょうかい、朝鮮語: 동경중앙교회）は東京都新宿区大久保にあるキリスト教プロテスタント福音派、聖霊派の教会。日本福音同盟に加盟している。1985年に韓国から純福音東京教会の牧師として来日した三井康憲（韓国名：李康憲）が独立する形で開拓した。希望宣教教会という名称で野宿者向けの伝道を行っている。

## 沿革
1985年2月、三井康憲・三井百合花牧師夫妻（韓国名：李康憲・丁眞淑）が汝矣島純福音教会より宗教法人純福音東京教会の担任牧師として派遣され来日。東京の四谷で40坪の教会で牧会を開始する。信徒の増加に伴い翌年百人町に移転、80坪の教会となる。1990年10月に純福音教会を離脱し、宗教法人格の名称を変更（宗教法人東京中央教会）。同月、東京中央神学院を設立した。1996年には約1,500人を収容できる教会堂を新宿区大久保に建設し9月に完成。12月に入堂礼拝を行った。

## 牧師

### 三井康憲
韓国名は李康憲。米国カリフォルニア神学大学院で哲学博士（Ph. D.）ルイジアナバプテスト大学で神学博士（Th. D.）を取得。
1985年に来日し、東京中央教会を開拓した。

### 三井百合花

#### 略歴
希望宣教教会担当牧師。韓国名は丁眞淑。カリフォルニア神学大学（日本校）卒業。
ルイジアナバプテスト大学で哲学博士（Ph. D.）を取得。韓国韓滎神学大学校、名誉哲学博士。

#### 著書
- 丁眞淑(2000)『それでも日本を愛します』いのちのことば社
- 三井百合花(2004)『希望を求めて ホームレスミッションの祝福と喜び』いのちのことば社
- 三井百合花(2007)『呼吸するように 祈るように ― 三井百合花詩集 ―』いのちのことば社
- 三井百合花(2017)『希望の光 東京希望宣教教会 三井百合花牧師説教集』いのちのことば社

## 支教会
日本全国に20箇所を超える支教会を開拓している。
- 高崎中央教会
- 山梨中央教会
- 群馬中央教会
- 小田原中央教会
- 水元中央教会
- 船橋中央教会